# Dolianova
Dolianova (en sardo Patiòlla) es un municipio de Italia de 8.985 habitantes en la provincia de Cerdeña del Sur, región de Cerdeña.
El municipio nació en 1905, cuando los poblados de San Pantaleo y Sicci San Biagio se unificaron. Entre los lugares de interés se encuentran la catedral de San Pantaleón, comenzada en 1160 y completada en 1289, siendo sede episcopal desde el siglo XVI, y varios sitios arqueológicos.

## Evolución demográfica
| Gráfica de evolución demográfica de Dolianova entre 1861 y 2001 |
|                                                                 |
| Fuente ISTAT - Elaboración gráfica de Wikipedia                 |